# Шиллай (острова Монах)
Ши́ллай (англ. Shillay, гэльск. Siolaigh, Seilaigh) — необитаемый остров в составе архипелага Монах, Внешние Гебридские острова, Шотландия, Великобритания.
Шиллай является самым западным островом архипелага, его размеры приблизительно составляют 1200 на 400 метров, площадь — 0,74 км², высшая точка — 10 метров над уровнем моря. Как и все острова группы, Шиллай имеет тонкий слой песочной почвы, легко поддаётся эрозии. Скорее всего, несколько тысячелетий назад был соединён с другими островами архипелага, но в XVI веке острова Монах подверглись разрушительному действию огромной волны, которая смыла большое количество земли с них. Около 160 дней в году острова Монах обдувает ураганный ветер западных направлений, особенно это касается самого западного острова — Шиллай. С начала 1930-х годов до 1948 года население острова составляло два человека — смотрители маяка, с 1948 года и по настоящее время остров снова необитаем.

## Маяки
Шиллай интересен тем, что на нём стоят одновременно два маяка. Братья-инженеры Дэвид и Томас Стивенсоны возвели здесь маяк в 1864 году, свет в котором поддерживали два монаха — отсюда и название всего архипелага. В 1948 году, когда последний житель покинул остров, маяк выключили. В 1997 году был выстроен новый маяк, однако его светосила вскоре была признана слишком слабой (свет был виден с 10 миль, а не с необходимых 18), поэтому в 2008 году его отключили, а взамен снова заработал старый маяк, с усовершенствованной оптикой, работающий в полностью автоматическом режиме.
15 ноября 1936 года двое смотрителей маяка погибли: они возвращались на Шиллай с соседнего острова Кянн-Иар с продуктами и почтой. Расстояние между островами было не более 600 метров, глубина пролива всего 1—2 метра, но внезапно задул ураганный ветер и резко начала прибывать вода. Через несколько часов их обнаружили мёртвыми на берегу, рядом лежала их перевёрнутая лодка.